# Istiblennius muelleri
Istiblennius muelleri là một loài cá biển thuộc chi Istiblennius trong họ Cá mào gà. Loài cá này được mô tả lần đầu tiên vào năm 1879.

## Từ nguyên
Từ định danh muelleri được đặt theo tên của Ferdinand von Mueller, bác sĩ, nhà địa lý kiêm thực vật học người Úc gốc Đức, người đã tặng bộ sưu tập các mẫu vật động vật và thực vật Úc, bao gồm cả loài này, cho Bảo tàng Lịch sử Tự nhiên Nhà nước Karlsruhe (Baden-Württemberg, Đức).

## Phân bố và môi trường sống
I. muelleri có phân bố giới hạn ở Tây Thái Bình Dương, từ đảo Lưu Cầu (phía tây nam đảo Đài Loan) trải dài về phía nam đến đảo Kur (Indonesia).
I. muelleri sống tập trung ở bờ biển đá và vũng thủy triều, độ sâu đến 3 m.

## Mô tả
Chiều dài cơ thể lớn nhất được ghi nhận ở I. muelleri là 7 cm. Cá đực trưởng thành có mào thịt phát triển ở gáy, lớn hơn ở cá cái.
Số gai vây lưng: 12–14; Số tia vây lưng: 19–21; Số gai vây hậu môn: 2; Số tia vây hậu môn: 21–23; Số tia vây ngực: 13–14; Số gai vây bụng: 1; Số tia vây bụng: 3.

## Sinh thái
Trứng của I. muelleri có chất kết dính, được gắn vào chất nền thông qua một tấm đế dính dạng sợi. Cá bột là dạng phiêu sinh vật, thường được tìm thấy ở vùng nước nông gần bờ.